# حكايات جنجر
حكايات جنجر مسلسل تلفزيوني من إنتاج شركة كلاسكي كسوبو عرضته قناة نكلوديون، يحكي عن فتاة عاشت طفولتها مع والدتها ولديها مذكرات تكتب فيها مشاعرها واتجاهها حول أصدقائها عرض هذا العرض في الأول من مايو سنة 2000 وكانت أول حلقة باسم the party لم يشاهدوا أي إعجاب من الأطفال والمراهقين فبدأوا ثاني حلقة باسم ginger friend بسنة 2003 الخامس من أكتوبر كان إعجاب بسيط من المشاهدين أتقنوا صنعه وإنتهى في 2007 الثامن من ديسمبر وكان له موسمين خلال هذه 7 سنوات.

## أبطال المسلسل
- مايسي: فتاة شعرها أخضر، لا تتصرف بالشكل الصحيح في الأوقات الصعبة، تثق فيها جنجر.
- دودي: فتاة شعرها زيتي تحب جنجر كثيراً تتمنى له التوفيق تحب كورتني، وجنجر تثق فيها.
- كورتني: فتاة شعرها أشقر قصير، أنيقة جداً ومهتمة بملابسها، ثرية. تسلتطف جنجر بالرغم من غرورها.
- ميراندا: فتاة شعرها أسود مائل إلى الكحلي تكره جنجر كثيراً تحب أن توقعها بالمشاكل مع الأصدقاء، إلا أنها تفشل غالبًا.
- مبسي: بنت عم ميراندا تكره جنجر كثيراً وتحب أن توقعها بالمشاكل. ظهرت بالمسلسل 7 مرات فقط بين موسمين.
- كارل: أخ جنجر غريب الأطوار يعيش في بيت الكلب وهو وبليك يريدون العين المحنطة يعمل مع صديقه المفضل هوتسي.
- هوتسي: صديق كارل المفضل وأخ دودي يخبئ شعره خوفاً من الجراثيم، قليلاً لا يستطيع التصرف ويحب الطعام كثيراً.
- بليك: عدو كارل وهو أخ كورتني، ثري جداً، يريد العين المحنطة ظهر فقط بالموسم الأول وظهر مرتين بالموسم الثاني.
- دارين: صديق جنجر المفضل تثق به وتستشيره دائمًا، وهو معجبٌ بها.
- ساشا: فتى هادئ تعرفت عليه جنجر، وأُعجِبت به.

## الأصوات العربية
- ولاء أسامة (جنجر)
- محمد إبو الخير (كارل)
- يارا علاء (دودي)
- شادية حسني (لويس)
- هاشم هاني (هودسي)
- امل الجنوب (ميراندا)
- ماجد حسين (بليك)
- ايمان عياد (كورتني)
- هايدي عبد الخالق (مايسي)
- تامر الكاشف (دارين)
- أماني البحطيطي
- ايمان غنيم
- سيد الرومي
- فاطمة حسن
- محمد حسن
- معوض إسماعيل

## روابط خارجية
- حكايات جنجر على موقع IMDb (الإنجليزية)
- حكايات جنجر على موقع روتن توميتوز (الإنجليزية)
- حكايات جنجر على موقع كينوبويسك (الروسية)
- حكايات جنجر على موقع ألو سيني (الفرنسية)
- حكايات جنجر على موقع قاعدة بيانات الفيلم (الإنجليزية)